# Río Matilde
Río Matilde es un río en Ponce, Puerto Rico.